# Frozen Memories
Frozen Memories (portugiesischer Originaltitel: Rainha das Flores; zu Deutsch Königin der Blumen) ist eine portugiesische Telenovela, die von SP Televisão produziert wurde. Die Premiere der Telenovela fand am 9. Mai 2016 auf dem portugiesischen Free-TV-Sender SIC statt. Die deutschsprachige Erstausstrahlung erfolgte am 3. Januar 2019 auf Sat.1 emotions.

## Handlung
Rosa Severo ist eine sehr glückliche und erfolgreiche Frau. Ihr Ehemann Daniel ist ihre wahre Liebe, und zusammen mit ihrer Stieftochter Sophia und ihrer Tochter Julia bilden sie den Mittelpunkt von Rosas Lebens. Sie ist auch als „Königin der Blumen“ bekannt, weil sie die leidenschaftliche Besitzerin des von ihr gegründeten Unternehmens „Floriz“ ist, das sie zu einem Geschäftsimperium gemacht hat.
Da Rosa sehr religiös ist, beschließt sie auf eine Pilgerreise zu gehen, um Gott für all die guten Dinge zu danken, die ihr passiert sind. Aber die Pilgerreise endet für Rosa in einer Tragödie. Rosa wird von einem Auto angefahren und fällt schließlich ins Koma. Nach einigen Wochen erwacht Rosa in einer für sie völlig fremden Welt. Denn Rosa leidet an einer Amnesie und hat die letzten fünfzehn Jahre vergessen. Rosa wird sich selbst fremd und erkennt niemanden um sich herum.
Plötzlich fragt Rosa nach ihrer Schwester Narcisa und überrascht alle damit, weil sie diese vorher nie erwähnt hat. Daniel spürt Narcisa auf und findet eine verbitterte alleinerziehende Mutter vor, die mit ihrem Sohn Bruno ein einfaches und armes Leben führt. Was niemand ahnt ist, dass Narcisa ein beunruhigendes Geheimnis hütet, welches in der Vergangenheit die beiden Schwestern entfremdet hat. Da sich Rose durch die Amnesie nicht an das schreckliche Geschehnis erinnern kann, lässt sie ihre Schwester zurück in ihr Leben, und gerät damit in eine gefährliche Falle. Denn Narcisa glaubt, dass das Leben zu ihr unfair war, und stiehlt getrieben von Hass und Gier das Blumengeschäft von Rosa. Auch will sie Rosas Glück vollkommen zerstören und täuscht sie immer wieder, um alles was Rosa gehört zu ihrem zu machen.
Rosa verliebt sich in Marcelo, den Arzt, der ihr das Leben gerettet hat, aber diese Liebe ist gegen das Ungleichgewicht gestellt, das sie dazu bringt, sich von allem zu trennen, was ihr lieb ist, sowohl beruflich als auch familiär. Aber das Schicksal wendet sich, als Rosa sich, wie durch einen elektrischen Schlag durch verschiedene Rückblenden und alte Erinnerungen, der Täuschung ihrer Schwester bewusst wird. Von da an kämpft Rosa darum, ihr Blumengeschäft zurückzugewinnen und die wahre Liebe ihres Lebens wiederzuerlangen, Daniel.

## Besetzung und Synchronisation
Die deutschsprachige Synchronisation entstand nach den Dialogbüchern von Stella Kohen, Alexandra Hensel, Ava Geralis, Christina Hartman, Hans Richter, Minnie Marx, Tanja Haupt, Petra Zwingmann, Philip Reinhold, Thomas Bischofberger und Victor-Joe Zametzer sowie unter der Dialogregie von Stella Kohen durch die Synchronfirma AudioProjects - Galletly S.A. in La Garriga.
| Rollenname        | Schauspieler            | Synchronsprecher            |
| ----------------- | ----------------------- | --------------------------- |
| Rosa Severo       | Sandra Barata Belo      | Claudia Back                |
| Narcisa Severo    | Isabel Abreu            | Daniela Wick                |
| Daniel de Sousa   | Pepê Rapazote           | Thomas Sauerteig            |
| Marcelo Ramos     | Marco Delgado           | Thomas Bischofberger        |
| César Barros      | Gonçalo Diniz           | Norbert Becker              |
| Carmen de Sousa   | Rosa do Canto           | Petra Zwingmann             |
| Rute Barros       | Cristina Homem de Mello |                             |
| Sofia de Sousa    | Bárbara Lourenço        | Stella Kohen                |
| Bruno Severo      | Luís Garcia             | Arthur Häring               |
| Fialho Barros     | António Fonseca         | Hans Richter                |
| Beatriz Correia   | Leonor Seixas           | Saskia Lange                |
| Júlia de Sousa    | Madalena Aragão         | Paula Casteleiro Tannorella |
| Rui Sá            | Ricardo Carriço         |                             |
| Renata Sá         | Sara Salgado            |                             |
| Alexandra Piedade | Marina Mota             |                             |
| Nuno Barros       | Bruno Lagrange          |                             |
| Tiago Piedade     | José Condessa           | Lars Kenan Rahlenbeck       |
| Moisés da Paz     | João Ricardo            |                             |
| Maria da Paz      | Maria d'Aires           | Astrid-Maren Bormann        |
| Rafael da Paz     | João Arrais             |                             |
| Tomás Rossi       | Marco Costa             |                             |
| Marisa Rossi      | Débora Monteiro         | Petra Rochau                |
| Artur             | António Camelier        |                             |
| Fernando Oliveira | Afonso Lagarto          |                             |
| Samuel Garcia     | Joaquim Horta           |                             |
| Hugo Guedes       | Pedro Sousa             |                             |
| Lia Pereira       | Sofia Correia           |                             |
| Paula Oliveira    | Liliana Santos          | Ava Geralis                 |
| Gabriela Galvão   | Mafalda Jara            |                             |
| Joana             | Margarida Moreira       |                             |
| Palmira           | Flávia Gusmão           | Ava Geralis                 |
| Rita              | Inês Aguiar             | Mariebelle Kuhn             |

## Ausstrahlung
Portugal
Die Erstausstrahlung der ersten Staffel erfolgte vom 9. Mai 2016 bis zum 19. Dezember 2016 auf dem portugiesischen Free-TV-Sender SIC. Die Erstausstrahlung der zweiten Staffel erfolgte vom 20. Dezember 2016 bis zum 13. Mai 2017 auf SIC.
Deutschland
Die deutschsprachige Erstausstrahlung der ersten Staffel erfolgte am 3. Januar 2019 auf dem Pay-TV-Sender Sat.1 emotions.
International
| Land / Region | Sender            | Premiere           | Titel                  | Ref.         |
| --- | ----------------- | ------------------ | ---------------------- | ------------ |
| Portugal | SIC               | 9. Mai 2016        | Rainha das Flores      | [ 1 ]        |
| Brasilien | SIC Internacional | 13. Juni 2016      | Rainha das Flores      | [ 4 ]        |
| Kanada | OMNI 1            | 25. Juni 2018      | Rainha das Flores      | [ 5 ]        |
| Arabische Liga Vereinigte Arabische Emirate                                                                                          | MBC 4             | 18. November 2018  | وردة من الماضي         | [ 6 ]        |
| Deutschland Österreich Schweiz | Sat.1 Emotions    | 3. Januar 2019     | Frozen Memories        | [ 1 ]        |
| Israel | Viva              | 21. Oktober 2019   | בטי בניו יורק          | [ 7 ]        |
| Mexiko | Imagen Televisión | 24. Februar 2020   | Reina de las Flores    | [ 8 ]        |
| Ecuador | TC Televisión     | 19. September 2020 | La Reina de las Flores | [ 9 ] [ 10 ] |
| Vereinigte Staaten Puerto Rico Mexiko Uruguay Argentinien Chile Peru Kolumbien Ecuador Venezuela El Salvador Dominikanische Republik | Pasiones          | 12. Oktober 2020   | Reina de Flores        | [ 11 ]       |
| Vietnam | HTV9              | 1. Juli 2021       | Mặt nạ kí ức           | [ 12 ]       |

## Auszeichnungen
| Jahr | Auszeichnung            | Kategorie        | Für                   | Resultat |
| ---- | ----------------------- | ---------------- | --------------------- | -------- |
| 2018 | 19th WorldMediaFestival | Beste Telenovela | SIC und SP Television | Gewonnen |